# Tazewell (Tennessee)
Tazewell is een plaats (town) in de Amerikaanse staat Tennessee, en valt bestuurlijk gezien onder Claiborne County.

## Demografie
Bij de volkstelling in 2000 werd het aantal inwoners vastgesteld op 2165.
In 2006 is het aantal inwoners door het United States Census Bureau geschat op 2158, een daling van 7 (-0,3%).

## Geografie
Volgens het United States Census Bureau beslaat de plaats een oppervlakte van
11,3 km², geheel bestaande uit land. Tazewell ligt op ongeveer 470 m boven zeeniveau.

## Plaatsen in de nabije omgeving
De onderstaande figuur toont nabijgelegen plaatsen in een straal van 24 km rond Tazewell.